# Medetera victoris
Medetera victoris är en tvåvingeart som beskrevs av Negrobov 1977. Medetera victoris ingår i släktet Medetera och familjen styltflugor. Inga underarter finns listade i Catalogue of Life.